# Whiplash (canción de Metallica)
«Whiplash» (en castellano: «Latigazo») es una canción y sencillo del grupo musical estadounidense de thrash metal Metallica, cuya composición está acreditada a James Hetfield y Lars Ulrich. Es la sexta canción y primer sencillo del álbum Kill 'Em All, que apareció en el año 1983. Esta canción ha sido versionada muchas veces, siendo las versiones más notables las de Motörhead, cuya versión ganó un premio Grammy a la mejor interpretación de metal.
La letra de la canción trata del sentimiento mientras uno está en un concierto de metal, lo que en inglés se llama headbanging, mover la cabeza sin parar durante conciertos de este estilo. La palabra inglesa «whiplash» en castellano significa «latigazo». 
Según el guitarrista Kirk Hammett, la canción «Whiplash» era una de las canciones favoritas del reconocido músico Kurt Cobain.

## Versiones
Esta canción fue versionada por Billy Milano, Scott Ian, Phil Soussan y Vinny Appice en el álbum tributo a Metallica titulado A Metal Tribute to Metallica y también fue interpretada por los siguientes grupos musicales en los siguientes álbumes tributo a Metallica.
| Grupo              | Álbum                                                   |
| Buttfuck           | Metal Militia - A Tribute to Metallica II               |
| Shaark             | 10 Years After ... - ... A Tribute to Cliff Burton      |
| Crematorium        | Overload - A Tribute to Metallica                       |
| Abaddon of Venom   | The Blackest Album - An Industrial Tribute to Metallica |
| Destruction        | A Tribute to the Four Horsemen                          |
| Whaphles und Cirup | Metalliclash: Tribute to Metallica                      |
| Motörhead          | Metallic Attack: Metallica - The Ultimate Tribute       |
| Nucelar Xplosion   | Hamburguesa Radioactiva                                 |

- Motörhead (Quienes han sido tomados en cuenta como la mayor influencia del grupo Metallica) versionaron esta canción para el álbum tributo de Metallica denominado Metallic Attack: Metallica - The Ultimate Tribute y ganaron su primer Grammy en los Premios Grammy de 2005.
- «Whiplash» aparece también en Tony Hawk's Underground 2.
- Pantera, bajo el nombre de "Pantallica", interpretaron esta canción con Jason Newsted en el bajo, y sus miembros Dimebag Darrell (guitarra) y Philip Anselmo (voz) intercambiando sus roles.
- Destruction versionó esta canción para el álbum tributo al grupo Metallica denominado A Metallica Tribute Album, y han lanzado varias ediciones de dicho álbum All Hell Breaks Loose como una pista escondida.
- Stone Gods versionaron esta canción en su tour denominado Knight of the Living Dead.

## Créditos
- James Hetfield: Voz y guitarra rítmica.
- Kirk Hammett: Guitarra líder.
- Cliff Burton: Bajo eléctrico.
- Lars Ulrich: Batería.